# Велень (Польща)
Велень (Вєлєнь, пол. Wieleń, нім. Filehne) — місто в північно-західній Польщі.

## Демографія
Демографічна структура станом на 31 березня 2011 року:
|          | Загалом | Допрацездатний вік | Працездатний вік | Постпрацездатний вік |
| -------- | ------- | ------------------ | ---------------- | -------------------- |
| Чоловіки | 2867    | 570                | 2028             | 269                  |
| Жінки    | 3175    | 535                | 1840             | 800                  |
| Разом    | 6042    | 1105               | 3868             | 1069                 |